# Write Me Back
Write Me Back é o décimo primeiro álbum de estúdio pelo cantor estadunidense R. Kelly , lançado em 25 de junho de 2012, pela RCA Records. O álbum estreou em #5 lugar na Billboard 200, vendendo 68.000 cópias em sua primeira semana, e, finalmente, passou 17 semanas na parada. Ele foi promovido com três singles, Share My Love"," Feelin 'Single "e" When a Man Lies". Após seu lançamento, Write Me Back recebeu críticas positivas dos críticos musicais. A partir de 15 de agosto de 2012, vendeu 141.300 cópias nos Estados Unidos.

## Lista de faixas
1. "Love Is" - 3:30
2. "Feelin' Single" - 3:29
3. "Lady Sunday" - 3:37
4. "When a Man Lies" - 3:36
5. "Clipped Wings" - 3:18
6. "Believe That It's So" - 6:09
7. "Fool for You" - 3:37
8. "All Rounds on Me" - 4:13
9. "Believe in Me" - 3:55
10. "Green Light" - 3:52
11. "Party Jumpin'" - 3:17
12. "Share My Love" - 3:43